# ノヴィ・アフォン洞窟

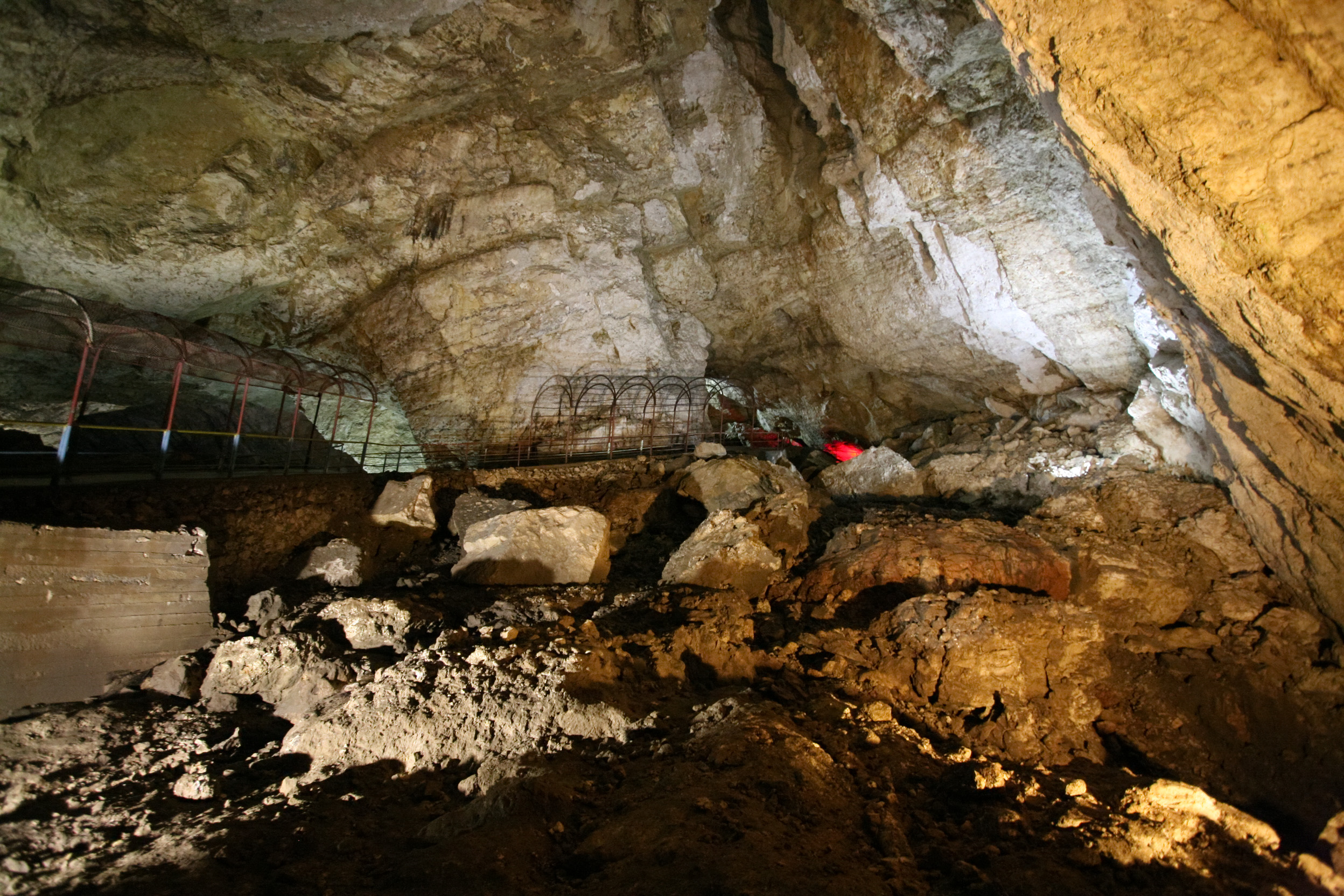
View of the cave

ノヴィ・アフォン洞窟（英語: New Athos Cave; アブハズ語: Афон Ҿыцтәи аҳаҧы; グルジア語: ახალი ათონის მღვიმე; ロシア語: Новоафонская Пещера) は、南コーカサスにあるジョージア（グルジア）国内にあるアブハジア共和国実効支配地域のイベリアン山麓の町、ノヴィ・アフォンの近くにある鍾乳洞である。約1,000,000 m3の空間を有し、世界最大級の洞窟の一つである。

## 概要
イベリアン山の斜面に非常に長い年月をかけて形成された洞窟であり、「底なし穴」と言われる。1961年に4人の調査員（Zurab Tintilozov、Arsen Okrojanashvili、Boris Gergedava、Givi Smyr）により探検された。
9つの洞穴から構成される。
1975年にノヴィ・アフォン洞窟鉄道が開通して以来、主要な観光地になる。

## ギャラリー
- 洞窟内にある「骨格」
- ノヴィ・アフォン洞窟鉄道のEp型電車
- ノヴィ・アフォン洞窟鉄道のEp-563型電車

## 参照
1. ↑  New Athos Cave Railway at metro-novyafon.narod.ru